# Villacarriedo
Villacarriedo è un comune spagnolo di 1.755 abitanti situato nella comunità autonoma della Cantabria.